# Bavelaw Castle
Bavelaw Castle är ett slott i Storbritannien. Det ligger i kommunen City of Edinburgh i Skottland, 14 km sydväst om Edinburgh. Bavelaw Castle ligger 326 meter över havet.
Det ligger vid sjön Threipmuir Reservoir. Runt Bavelaw Castle är det tätbefolkat, med 286 invånare per kvadratkilometer. Trakten runt Bavelaw Castle består i huvudsak av gräsmarker.